# Il caso Malaussène
Il caso Malaussène. Mi hanno mentito (Le cas Malaussène 1 - Ils m'ont menti) è un romanzo del 2017 di Daniel Pennac. Fa parte del ciclo di Malaussène, incentrato sulla figura di Benjamin Malaussène, di professione capro espiatorio.
Il romanzo è stato tradotto dal francese, oltre che in lingua italiana, anche in tedesco (Der Fall Malaussène - sie haben mich belogen, ed. KiWi-Paperback), in spagnolo (El caso Malaussène (Vol. 1: Me mintieron), ed. Literatura Random House) e in catalano (El cas Malaussène. 1. Em van mentir, ed. Editorial Empúries).

## Trama
L'avventura si svolge molti anni dopo la fine dell'ultimo libro antecedente a questo. Verdun, È Un Angelo (detto Nange), Signor Malaussène (detto Sigma) e Maracuja (detta Mara), rispettivamente sorella, nipote, figlio e nipote del protagonista, sono cresciuti. Il libro si apre sul rapimento di Georges Lapietà, ex ministro e uomo d'affari, mentre stava andando a ritirare un assegno ottenuto chiudendo le filiali del gruppo LAVA (fornitore di acqua potabile) e licenziando tutti i suoi dipendenti. 
Benjamin, intanto, si trova nelle Prealpi del Vercors a trascorrere le vacanze con la sua compagna, Julie, ed il suo cane Julius. La Regina Zabo, direttrice delle Edizioni del Taglione e datore di lavoro di Benjamin, sta pubblicando autori controversi e Benjamin viene incaricato della loro protezione. Uno degli autori più famosi, Alceste, è quindi rinchiuso in un capanno degli attrezzi nel fitto della foresta del Vercors dove sta scrivendo il nuovo libro sorvegliato notte e giorno dagli amici vertacomicoriani di Benjamin.
Verdun si è sposata con un panettiere dal nome Ludovic Talvern ed è diventata giudice istruttore, mentre Mara, Nange e Sigma sono a fare volontariato ai tre angoli della terra. 
L'ispettore Titus, incaricato delle ricerche di Lapietà, scopre che Lapietà ha bisogno di cateterismo urinario. Titus quindi, con il giovane collega Manin, setaccia le registrazioni di videosorveglianza delle farmacie per trovare qualcuno che chiedesse cateteri senza ricetta. 
Intanto i rapitori promettono di liberare Lapietà se i suoi soci del gruppo Lava consegneranno quella domenica davanti a Notre-Dame l'intero importo dell'assegno al Reverendo Coursoun de Loir. Intanto Joseph Silistri, collega di Titus, ferma la rivolta che i dipendenti di LAVA stavano facendo contro gli amministratori. Manin trova un commesso di farmacia che racconta di aver servito una ragazza che chiedeva dei cateteri senza ricetta medica e di averla poi seguita per tentare abusare di lei. La ragazza si difende e mette k.o. il commesso  una volta arrivati a La Défense.
Intanto lo scrittore Alceste finisce il suo libro dal titolo La loro grandissima colpa, il seguito di Mi hanno mentito, un libro dove sostiene che i suoi genitori adottivi gli abbiano mentito per tutta la sua vita. Consegna il romanzo a Benjamin e torna a Parigi.
Titus pattuglia la Défense e nota una suonatrice con uno strumento strano. Mentre la osserva, però, vede diversi fattorini che portano cibo, riconosce anche il figlio di Lapietà (soprannominato Iuc, cioè Impiego di Utilità Collettiva, per il suo impegno sociale) e decide di seguirlo. 
Iuc apre una porta e Titus vede Nange, Sigma e Mara. Titus torna dalla giudice Talvern per dirle che Mara, Nange, Sigma e Iuc avevano rapito Lapietà e lo tenevano in uno studio di registrazione, da dove fingevano di essere all'estero quando parlavo con Benjamin su Skype. La giudice decide di mandare Titus, Silistri e Manin alla Défense con camion per prelevare i rapitori e l'ostaggio. 
Ma quando arrivano allo studio di registrazione sorprendono dei finti poliziotti che sanno cercando di rapire i ragazzi e Lapietà e che, alla vista dei poliziotti, aprono il fuoco. Nel mezzo della sparatoria Nange, Sigma e Mara scappano, Silistri viene ucciso e i delinquenti riescono a rapire Iuc e Lapietà. I ragazzi, accompagnati da Manin, si rifugiano nella scuola dell'infanzia aperta da Gervaise, una delle due madri di Sigma. Vengono convocati tutti i membri della famiglia Malaussène, a parte Julie e Benjamin che sono ancora nel Vecors.
Benjamin riparte con un TGV alla volta di Parigi e si addormenta. Quando si risveglia un giornalista sta intervistando l'uomo accanto a lui, che poi si rivela essere il Reverendo Coursoun de Loir. Il giornalista si rivolge poi anche a Benjamin chiedendo cosa ne pensa del caso Lapietà e lui risponde che pensa alle famiglie dei rapitori e a quanto ci rimarranno male quando scopriranno quello che i loro ragazzi hanno combinato.
Il giudice Talvern viene convocata dal Ministro della giustizia il quale le dice che i rapitori chiedono una somma esorbitante e che, se la richiesta non sarà soddisfatta, pubblicheranno una lista di truffe compiute da Lapietà e altre persone note.
Julie fa visita al vecchio ex commissario di divisione Rabdomant, che sta scrivendo un libro intitolato Il caso Malaussène.
Benjamin torna a casa e trova una festa organizzata in onore del finto ritorno di Mara, Sigma e Nange. Nel bel mezzo della festa arrivano però gli sbirri che portano Benjamin dal direttore dei servizi attivi di polizia Xavier Legendre. Questi accusa Benjamin del sequestro Lapietà. Rabdomant chiama in quel momento per intercedere e far liberare Benjamin.